# Preston (Connecticut)
Preston es un pueblo ubicado en el condado de New London en el estado estadounidense de Connecticut. En el año 2005 tenía una población de 4.867 habitantes y una densidad poblacional de 61 personas por km².

## Geografía
Preston se encuentra ubicado en las coordenadas 41°31′12″N 72°00′21″O / 41.52000, -72.00583.

## Demografía
Según la Oficina del Censo en 2000 los ingresos medios por hogar en la localidad eran de $54,942 y los ingresos medios por familia eran $62,554. Los hombres tenían unos ingresos medios de $44,053 frente a los $28,226 para las mujeres. La renta per cápita para la localidad era de $24,752. Alrededor del 3.3% de la población estaban por debajo del umbral de pobreza.